# Капел Бле
Капел Бле (фр. Capelle-Bleys) насеље је и општина у јужној Француској у региону Миди Пирене, у департману Аверон која припада префектури Вилфранш де Руерг.
По подацима из 2011. године у општини је живело 385 становника, а густина насељености је износила 24,63 становника/km². Општина се простире на површини од 15,63 km². Налази се на средњој надморској висини од 619 метара (максималној 728 m, а минималној 514 m).

## Демографија
| 1962. | 1968. | 1975. | 1982. | 1990. | 1999. | 2011. |
| ----- | ----- | ----- | ----- | ----- | ----- | ----- |
| -     | -     | -     | -     | -     | 364   | 385   |

График промене броја становника у току последњих година